# 蒲星宇
蒲星宇，中國大陸女演員。2015年6月，参演动作数字电影《九纹龙史进之大破瓦罐寺》。2017年7月，因在电视剧《警察锅哥》中饰演高冷孤傲蒋家千金蒋迪佳一角而被观众认识。

## 演出

### 電視劇
| 首播日期       | 頻道         | 電視劇         | 角色   | 備註                 |
| 2017年7月1日   | 江蘇城市頻道 | 《警察鍋哥》   | 蔣迪佳 |                      |
| 2018年5月27日  | 湖南衛視     | 《如果，愛》   | 周麗娜 |                      |
| 2017年8月7日   |              | 《警察鍋哥2》  | 蔣迪佳 |                      |
| 2019年11月22日 | 优酷         | 《漫长的告别》 | 杜若   | 又名：请不要为所欲为 |

### 網絡劇
| 首播日期       | 頻道     | 劇名                       | 角色   | 備註     |
|                |          | 《疯狂地府》               | 伽儿   |          |
| 2014年10月24日 |          | 《24星座》                 | 石芳芳 |          |
| 2016年5月20日  | 樂視視頻 | 《女總裁的貼身高手第二季》 | 宋蘭珍 | 其他演員 |
| 2018年7月30日  | 愛奇藝   | 《朕的刺客女友》           | 孟露   | 其他演員 |
| 2021年9月9日   | 騰訊視頻 | 《雙探》                   | 小燕   |          |

### 電影
| 上映日期      | 导演   | 電影                       | 角色   | 備註     |
| 2005年1月31日 | 孙铁   | 《決不饒恕》               | 栗萌萌 | 第二女主 |
| 2015年        | 劉信義 | 《九紋龍史進之大破瓦罐寺》 | 王紅玉 | 女主角   |
| 2016年        | 戴晗   | 《谁动了我的闺蜜》         |        |          |
|               | 张楠   | 《芊葉長笙》               | 羽皇   | 反一     |
| 2017年3月14日 | 薛芳民 | 《小陰謀大愛情》           | 琳達   | 反一     |
| 2017年        | 李明航 | 《致命感应》               | 姚娜娜 | 第二女主 |
| 2020年        | 劉信義 | 《神行太保之神行术》       | 王寡婦 | 第二女主 |